# Людвік Ридигер

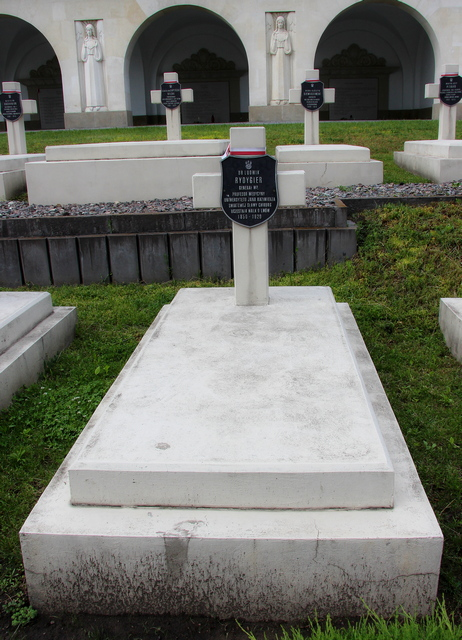
Могила Людвіка Ридигера, Польський військовий меморіал у Львові

Ридиґер Людвік Антон (пол. Ludwik Anton Rydygier; 21 серпня 1850, Дусоцин — 25 червня 1920, Львів) — польський лікар, хірург, професор, доктор медицини, керівник кафедри хірургії (1897—1919), декан медичного факультету (1898—1899, 1911—1912), ректор (1901—1902) Львівського університету, бригадний генерал Польського війська, засновник Львівської хірургічної школи.

## Біографія
Народився в місті Дусоцин (пол. Dusocin) біля Ґрудзяча (пол. Grudziądz) в Пруссії в сім'ї власника маєтку Кароля Рієдіґера (нім. Karol Riediger). З молодих років явно демонстрував своє польське походження.

Розпочав навчатися в початковій гімназії Collegium Marianum в містечку Пельпліні (пол. Pelplin, воєводство Поморське), відтак у1859-1861 роках навчався в гімназії в м Хойніце (пол. Chojnice), потім — у гімназії в Хелмно (пол. Chełmno), яку закінчив у 1869 році.
В 1869—1873 роках отримав медичну освіту: спочатку в Кракові (пол. Kraków), згодом — в університеті міста Ґрейфсвальд (нім. Greifswald), де змінив прізвище на Rydygier. Диплом лікаря отримав 8 грудня 1873 року, докторську працю захистив у лютому 1874 року.

Після завершення навчання працював у хірургічних клініках у м. Ґданську (1874—1877) та в м. Грейфсвальді (1877). У 1878 році в місті Єна пройшов габіліта́цію і рік пропрацював асистентом клініки хірургії. В 1879 році повернувся до Хелмна, де створив невелику, але сучасну приватну лікарню, пропрацював у ній 8 років (до 1887 р.) і написав чимало наукових праць з хірургії. В 1881 році намагався перейти на кафедру хірургії Яґеллонського університету в Кракові, але Теодор Більрот (нім. Theodor Billroth) пролобіював призначення на посаду завідувача свого учня Яна Мікуліча-Радецького (пол. Jan Mikulicz-Radecki). Лише у 1887 році, після переходу Мікуліча до Вроцлава, Ридиґера запросили очолити цю кафедру. На цій посаді він пропрацював 10 років, в 1888—1889 роках був деканом медичного факультету Краківського університету.

В 1897 Ридиґера запросили як професора очолити нову кафедру і клініку хірургії Львівського університету. Він переїжджає до Львова і залишається в місті назавжди: в 1897—1919 роках завідує кафедрою хірургії, 1898—1899 і 1911—1912 роках — працює деканом медичного факультету, 1901—1902 роках — ректором Львівського університету. Мешкав у Львові в будинку на вулиці Міцкевича, 14 (нині — вулиця Листопадового чину). Згодом Ридиґер категорично відхиляє запрошення перейти на роботу в Карлів університет у Празі. Єдиним періодом, коли Ридиґер працював поза межами Львова, була Перша світова війна — професор керував військовим шпиталем у Брно — однак одразу ж по завершенні військових дій повернувся до рідного міста.

Ридиґер був одним з найвидатніших світових хірургів, блискучим оператором, автором понад 200 наукових праць і нових методик лікування, талановитим організатором, засновником Львівської хірургічної школи. Пожиттєвий голова Товариства та з'їздів хірургів Польщі. Президент Львівського лікарського товариства (1904). За здобутки в медичній науці та освіті нагороджений дворянським титулом і почесним званням Радника Австрійського уряду (1897). Деякі запроваджені ним методики операцій на шлунку, при раку прямої кишки, ампутації, кардіохірургічні, ортопедичні, урологічні та пластичні втручання широко застосовуються і сьогодні. 

У 1889 році він зініціював і організував проведення першого у Польщі з'їзду хірургів (ці з'їзди в 1921 році дали початок Товариству Польських Хірургів (пол. Towarzystwo Chirurgów Polskich).

У 1918 році у Львові брав участьУкраїнсько-польській війні. В ході боїв за Львів активно включився в творення медико-санітарних служб Польського війська. Був зарахований до Польського війська в чині генерал-лейтенанта. У 1920 році розпочав організацію військових шпиталів. Був головним санітарним лікарем Генерального округу «Помор'я» (пол. Okręg Generalny "Pomorze"), консультантом і головним хірургом штабу напрямку «Схід» (пол. Dowództwo „Wschód”). В 1920 році отримав звання бригадного генерала.

25 червня 1920 року раптово помер. Спершу був похований на Личаківському цвинтарі, пізніше перепохований на Меморіалі орлят (пол. Cmentarz Orląt Lwowskich).

## Напрями наукових досліджень
Хірургія органів шлунково-кишкового тракту, кісток і суглобів; другим у світі виконав резекцію пілоричного відділу шлунка з приводу раку (1880); першим у світі виконав резекцію шлунка з приводу стенозуючої виразки дванадцятипалої кишки (1881); довів, що можна накладати шви на серце при його пораненні (1893); опрацьовував питання хірургічного лікування туберкульозу кісток та суглобів, пластики кісток та псевдоартрозів, антисептики й асептики в хірургії; удосконалив техніку накладання кишкових швів, перев'язування великих судин у лікуванні міоми матки; запропонував нові методи операційного лікування патології сечовивідних шляхів, передміхурової залози, онкологічних захворювань.

## Учні та співпрацівники Ридиґера
- Бентковский Тадеуш (пол. Tadeusz Bętkowski)
- Бізєль Ян (пол. Jan Biziel)
- Гординський-Юхновіч Здзіслав (пол. Zdzisław Hordyński-Juchnowicz)

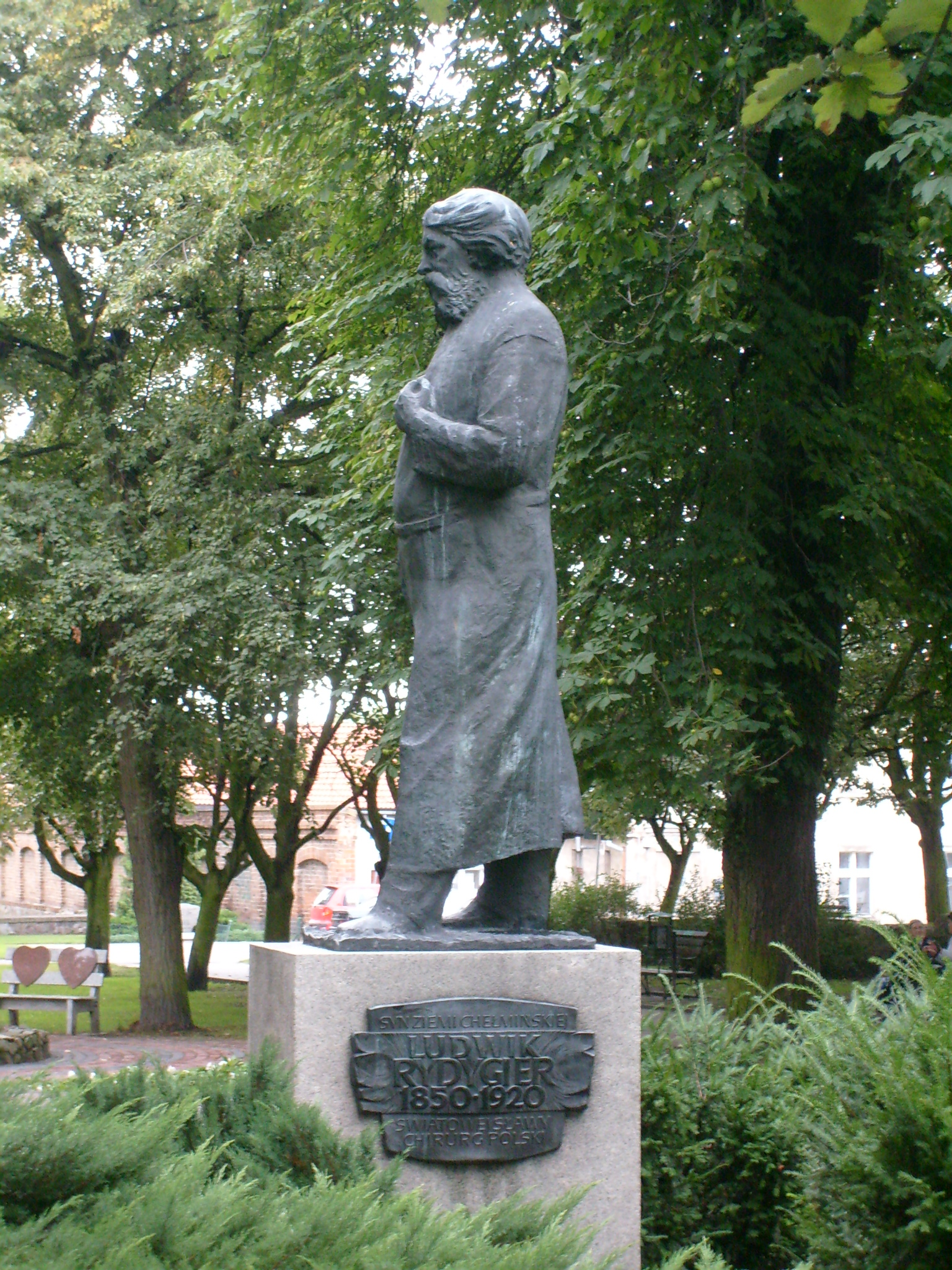
Пам’ятник Людвіку Ридигеру, в місті Хелмно, Польща

- Островський Тадеуш (пол. Tadeusz Ostrowski)
- Руфф Станіслав (пол. Stanisław Ruff)
- Заорский Ян (пол. Jan Zaorski)

## Основні праці
- Experimentelle Beiträge zur Lehre von Wirkung der Carbonsäure (дипл. праця) (1874);
- Eine neue Methode zur Behandlung der Pseudoartrosen (1878);
- Ueber Pylorusresektion (1882);
- Podręcznik chirurgii szczegułowej. Kraków, 1884-93, T.1-2;
- Wie soll man chloroformieren (1893);
- Die Behandlung der Gelenkstuberculose (1895);
- Drugi mój sposób wycinania żołądka (1904);
- O leczeniu przerostu gruczołu krokowego (stręczu) (1906);
- Kilka uwag o wycinaniu żołądka w 25 rocznicę pierwszego mego wycięcia odżwiernika (1906).